# Gaspard III de Coligny
Gaspard III de Coligny (Montpellier, 26 luglio 1584 – Châtillon-sur-Loing, 4 gennaio 1646) è stato un militare francese.

## Biografia
Prima conte di Coligny e poi duca, marchese d'Andelot, Pari di Francia, Maresciallo di Francia (1622), era figlio di Francesco di Coligny (1557 – 1591) e di Margherita d'Ailly. Era quindi nipote il linea diretta del noto Gaspard II di Coligny (1519 – 1572).
Il 6 luglio 1641, durante la guerra dei trent'anni, Gaspard III di Coligny comandò l'armata di Luigi XIII nella Battaglia della Marfée, nella quale fu sconfitto dal principe di Sedan, Federico Maurizio de La Tour d'Auvergne-Bouillon e da Luigi di Borbone-Soissons.

## Matrimonio e figli
Sposò il 13 agosto 1615 Anna di Polignac (1598 – 1651) dalla quale ebbe quattro figli:
- Maurizio (Châtillon-sur-Loing, 16 ottobre 1618 – Vincennes, 23 maggio 1644, conte di Coligny, morto in un duello con il duca di Guisa
- Gaspard IV de Coligny (Châtillon-sur-Loing, 9 giugno 1620 – Vincennes, 9 febbraio 1649), duca di Châtillon poi duca di Coligny (1648), Maresciallo di Francia (1649),  sposò nel 1645 Elisabetta Angelica di Montmorency-Bouteville (1627 – 1695)
- Enrichetta de Coligny (1618 – 1673), sposò nel 1643 Thomas Hamilton, conte di Haddington, poi nel 1653 Gaspard de Champagne, conte de la Suze (matrimonio annullato).
- Anna (Châtillon-sur-Loing, 4 settembre 1624  – Riquewir, 13 gennaio 1680), sposò nel 1648 Giorgio II, duca di Württemberg-Montbéliard (1626 – 1699)

## Ascendenza
|                                      |                                       |                                     | Genitori                                                          |  |  | Nonni |  |  | Bisnonni                      |  |  | Trisnonni                    |  |
|                                      |                                       |                                     |                                                                   |  |  |       |  |  | Gaspard I, signore de Coligny |  |  | Jean III, signore de Coligny |  |
|                                      |                                       |                                     |                                                                   |  |  |       |  |  | Gaspard I, signore de Coligny |  |  | Jean III, signore de Coligny |  |
|                                      |                                       | Eleonore de Courcelles              |                                                                   |  |  |       |  |  | Gaspard I, signore de Coligny |  |  |                              |  |
| Gaspard II, conte de Coligny         |                                       |                                     |                                                                   |  |  |       |  |  | Gaspard I, signore de Coligny |  |  |                              |  |
|                                      |                                       | Louise de Montmorency               | Guillaume de Montmorency, signore d'Escouen de Thore de Chantilly |  |  |       |  |  |                               |  |  |                              |  |
|                                      |                                       | Louise de Montmorency               | Guillaume de Montmorency, signore d'Escouen de Thore de Chantilly |  |  |       |  |  |                               |  |  |                              |  |
|                                      |                                       | Louise de Montmorency               | Anne Pot, contessa di Saint-Pol                                   |  |  |       |  |  |                               |  |  |                              |  |
| François, conte de Coligny           |                                       | Louise de Montmorency               |                                                                   |  |  |       |  |  |                               |  |  |                              |  |
|                                      |                                       | Guy XVI, conte de Laval             | Jean de Laval, signore de La Roche-Bernard e Bellisse             |  |  |       |  |  |                               |  |  |                              |  |
|                                      |                                       | Guy XVI, conte de Laval             | Jean de Laval, signore de La Roche-Bernard e Bellisse             |  |  |       |  |  |                               |  |  |                              |  |
|                                      |                                       | Guy XVI, conte de Laval             | Jeanne du Perrier, contessa de Quintin                            |  |  |       |  |  |                               |  |  |                              |  |
| Charlotte de Laval                   |                                       | Guy XVI, conte de Laval             |                                                                   |  |  |       |  |  |                               |  |  |                              |  |
|                                      |                                       | Antoinette de Daillon               | Jacques de Daillon, signore de Lude                               |  |  |       |  |  |                               |  |  |                              |  |
|                                      |                                       | Antoinette de Daillon               | Jacques de Daillon, signore de Lude                               |  |  |       |  |  |                               |  |  |                              |  |
|                                      |                                       | Antoinette de Daillon               | Madeleine Jeanne de Vendôme, signora d'Illiers                    |  |  |       |  |  |                               |  |  |                              |  |
| Gaspard III, conte de Coligny        |                                       | Antoinette de Daillon               |                                                                   |  |  |       |  |  |                               |  |  |                              |  |
|                                      | Antoine d'Ailly, signore de Picquigny | Charles d'Ailly, visdomino d'Amiens |                                                                   |  |  |       |  |  |                               |  |  |                              |  |
|                                      | Antoine d'Ailly, signore de Picquigny | Charles d'Ailly, visdomino d'Amiens |                                                                   |  |  |       |  |  |                               |  |  |                              |  |
|                                      | Antoine d'Ailly, signore de Picquigny | Philippe de Crèvecoeur              |                                                                   |  |  |       |  |  |                               |  |  |                              |  |
| Charles d'Ailly, barone de Picquigny | Antoine d'Ailly, signore de Picquigny |                                     |                                                                   |  |  |       |  |  |                               |  |  |                              |  |
|                                      |                                       | Marguerite de Melun                 | Hugues de Melun, burgravio di Gent                                |  |  |       |  |  |                               |  |  |                              |  |
|                                      |                                       | Marguerite de Melun                 | Hugues de Melun, burgravio di Gent                                |  |  |       |  |  |                               |  |  |                              |  |
|                                      |                                       | Marguerite de Melun                 | Johanna van Hornes, signora de Hebuterne                          |  |  |       |  |  |                               |  |  |                              |  |
| Marguerite d'Ailly                   |                                       | Marguerite de Melun                 |                                                                   |  |  |       |  |  |                               |  |  |                              |  |
|                                      |                                       | Pierre, signore de Warty            | Jean, signore de Warty                                            |  |  |       |  |  |                               |  |  |                              |  |
|                                      |                                       | Pierre, signore de Warty            | Jean, signore de Warty                                            |  |  |       |  |  |                               |  |  |                              |  |
|                                      |                                       | Pierre, signore de Warty            | …                                                                 |  |  |       |  |  |                               |  |  |                              |  |
| Françoise de Warty                   |                                       | Pierre, signore de Warty            |                                                                   |  |  |       |  |  |                               |  |  |                              |  |
|                                      |                                       | Yolande de Montlitard               | Florentin, signore de Montlitard                                  |  |  |       |  |  |                               |  |  |                              |  |
|                                      |                                       | Yolande de Montlitard               | Florentin, signore de Montlitard                                  |  |  |       |  |  |                               |  |  |                              |  |
|                                      |                                       | Yolande de Montlitard               | Marie de Mandelot                                                 |  |  |       |  |  |                               |  |  |                              |  |
|                                      |                                       | Yolande de Montlitard               |                                                                   |  |  |       |  |  |                               |  |  |                              |  |